# Festival de Sanremo
O Festival da canção italiana (em italiano: Festival della canzone italiana), conhecido como Festival de Sanremo, é um concurso de música popular realizado anualmente na cidade italiana de Sanremo desde 1951. Na competição, os artistas concorrentes apresentam canções inéditas com letras obrigatoriamente em língua italiana. É um dos mais importantes e longevos eventos musicais do mundo, tendo servido de inspiração para o Festival Eurovisão da Canção. Organizado e transmitido pela rede pública RAI, é a maior audiência da emissora televisiva, registrando pico de 75,1% na edição de 2024. 
Apesar de a premiação propriamente dita ter começado em 1951, a história do festival se inicia cinco anos antes, em 1946, um ano depois do fim da Segunda Guerra Mundial. Um floricultor de Sanremo, Amilcare Rambaldi, propõe a realização de um festival anual de canções, mas devido a inúmeras dificuldades a ideia não foi aceita de imediato. Sanremo é uma pequena localidade ao norte da Itália que vivia à época graças à plantação de flores.
Em 1951 o diretor do casino de Sanremo, Pier Busseti, reativa a ideia do festival. Um grande colaborador para o início do festival foi o maestro da RAI, Giulio Razzi.
No Brasil, o Festival foi apresentado durante muitos anos pelo cantor italiano radicado no Brasil Dick Danello, nas estações TV Manchete, Rede Record, Rede Bandeirantes e CNT Gazeta
Em Portugal, o Festival foi transmitido pela RTP.

## Edições
| Edição | Ano  | Vencedor                                       | Canção vencedora                 | Apresentador(es) | Direção artística               | Dias | Local                     | Audiência           |
| ------ | ---- | ---------------------------------------------- | -------------------------------- | --- | ------------------------------- | ---- | ------------------------- | ------------------- |
| 1º     | 1951 | Nilla Pizzi                                    | Grazie dei fiori                 | Nunzio Filogamo | Giulio Razzi                    | 3    | Casinò di Sanremo         | N.D.                |
| 2º     | 1952 | Nilla Pizzi                                    | Vola colomba                     | Nunzio Filogamo | Giulio Razzi                    | 3    | Casinò di Sanremo         | N.D.                |
| 3º     | 1953 | Carla Boni e Flo Sandon's                      | Viale d'autunno                  | Nunzio Filogamo | Giulio Razzi                    | 3    | Casinò di Sanremo         | N.D.                |
| 4º     | 1954 | Giorgio Consolini e Gino Latilla               | Tutte le mamme                   | Nunzio Filogamo | Giulio Razzi                    | 3    | Casinò di Sanremo         | N.D.                |
| 5º     | 1955 | Claudio Villa e Tullio Pane                    | Buongiorno tristezza             | Armando Pizzo con Maria Teresa Ruta | Giulio Razzi                    | 3    | Casinò di Sanremo         | N.D.                |
| 6º     | 1956 | Franca Raimondi                                | Aprite le finestre               | Fausto Tommei con Maria Teresa Ruta | Giulio Razzi                    | 3    | Casinò di Sanremo         | N.D.                |
| 7º     | 1957 | Claudio Villa e Nunzio Gallo                   | Corde della mia chitarra         | Nunzio Filogamo con Marisa Allasio, Fiorella Mari e con Nicoletta Orsomando | Giulio Razzi                    | 3    | Casinò di Sanremo         | N.D.                |
| 8º     | 1958 | Domenico Modugno e Johnny Dorelli              | Nel blu dipinto di blu           | Gianni Agus con Fulvia Colombo | Achille Cajafa                  | 3    | Casinò di Sanremo         | N.D.                |
| 9º     | 1959 | Domenico Modugno e Johnny Dorelli              | Piove (Ciao ciao bambina)        | Enzo Tortora con Adriana Serra | Edoardo Fosco                   | 3    | Casinò di Sanremo         | N.D.                |
| 10º    | 1960 | Tony Dallara e Renato Rascel                   | Romantica                        | Paolo Ferrari ed Enza Sampò | Ezio Radaelli                   | 3    | Casinò di Sanremo         | N.D.                |
| 11º    | 1961 | Betty Curtis e Luciano Tajoli                  | Al di là                         | Lilli Lembo e Giuliana Calandra, sostituita nella serata finale da Alberto Lionello                                                                                            | Ezio Radaelli                   | 3    | Casinò di Sanremo         | N.D.                |
| 12º    | 1962 | Domenico Modugno e Claudio Villa               | Addio... addio...                | Renato Tagliani con Laura Efrikian e Vicky Ludovisi | Gianni Ravera                   | 3    | Casinò di Sanremo         | N.D.                |
| 13º    | 1963 | Tony Renis e Emilio Pericoli                   | Uno per tutte                    | Mike Bongiorno con Edy Campagnoli, Maria Giovannini, Rossana Armani e Giuliana Copreni                                                                                         | Gianni Ravera                   | 3    | Casinò di Sanremo         | N.D.                |
| 14º    | 1964 | Gigliola Cinquetti e Patricia Carli            | Non ho l'età (Per amarti)        | Mike Bongiorno con Giuliana Lojodice | Gianni Ravera                   | 3    | Casinò di Sanremo         | N.D.                |
| 15º    | 1965 | Bobby Solo e The New Christy Minstrels         | Se piangi se ridi                | Mike Bongiorno con Grazia Maria Spina | Gianni Ravera                   | 3    | Casinò di Sanremo         | N.D.                |
| 16º    | 1966 | Domenico Modugno e Gigliola Cinquetti          | Dio come ti amo                  | Mike Bongiorno con Paola Penni e Carla Maria Puccini | Gianni Ravera                   | 3    | Casinò di Sanremo         | N.D.                |
| 17º    | 1967 | Claudio Villa e Iva Zanicchi                   | Non pensare a me                 | Mike Bongiorno con Renata Mauro | Gianni Ravera                   | 3    | Casinò di Sanremo         | N.D.                |
| 18º    | 1968 | Sergio Endrigo e Roberto Carlos Braga          | Canzone per te                   | Pippo Baudo e Luisa Rivelli | Gianni Ravera                   | 3    | Casinò di Sanremo         | N.D.                |
| 19º    | 1969 | Bobby Solo e Iva Zanicchi                      | Zingara                          | Nuccio Costa con Gabriella Farinon | Ezio Radaelli                   | 3    | Casinò di Sanremo         | N.D.                |
| 20º    | 1970 | Adriano Celentano e Claudia Mori               | Chi non lavora non fa l'amore    | Nuccio Costa con Enrico Maria Salerno ed Ira Furstemberg | Gianni Ravera                   | 3    | Casinò di Sanremo         | N.D.                |
| 21º    | 1971 | Nada e Nicola Di Bari                          | Il cuore è uno zingaro           | Carlo Giuffré ed Elsa Martinelli | Gianni Ravera                   | 3    | Casinò di Sanremo         | N.D.                |
| 22º    | 1972 | Nicola Di Bari                                 | I giorni dell'arcobaleno         | Mike Bongiorno con Sylva Koscina e Paolo Villaggio | Elio Gigante                    | 3    | Casinò di Sanremo         | N.D.                |
| 23º    | 1973 | Peppino di Capri                               | Un grande amore e niente più     | Mike Bongiorno con Gabriella Farinon | Vittorio Salvetti               | 3    | Casinò di Sanremo         | N.D.                |
| 24º    | 1974 | Iva Zanicchi                                   | Ciao cara come stai?             | Corrado con Gabriella Farinon | Gianni Ravera                   | 3    | Casinò di Sanremo         | N.D.                |
| 25º    | 1975 | Gilda                                          | Ragazza del Sud                  | Mike Bongiorno con Sabina Ciuffini | Bruno Pallesi                   | 3    | Casinò di Sanremo         | N.D.                |
| 26º    | 1976 | Peppino di Capri                               | Non lo faccio più                | Giancarlo Guardabassi con Tiziana Pini, Serena Albano, Maddalena Galliani, Stella Luna, Lorena Rosetta Nardulli e Karla Strano Pavese                                          | Vittorio Salvetti               | 3    | Casinò di Sanremo         | N.D.                |
| 27º    | 1977 | Homo Sapiens                                   | Bella da morire                  | Mike Bongiorno con Maria Giovanna Elmi | Vittorio Salvetti               | 3    | Teatro Ariston di Sanremo | N.D.                |
| 28º    | 1978 | Matia Bazar                                    | ...e dirsi ciao                  | Stefania Casini con Beppe Grillo, Maria Giovanna Elmi e Vittorio Salvetti | Vittorio Salvetti               | 3    | Teatro Ariston di Sanremo | N.D.                |
| 29º    | 1979 | Mino Vergnaghi                                 | Amare                            | Mike Bongiorno con Anna Maria Rizzoli | Gianni Ravera                   | 3    | Teatro Ariston di Sanremo | N.D.                |
| 30º    | 1980 | Toto Cutugno                                   | Solo noi                         | Claudio Cecchetto com Roberto Benigni e Olimpia Carlisi | Gianni Ravera                   | 3    | Teatro Ariston di Sanremo | N.D.                |
| 31º    | 1981 | Alice                                          | Per Elisa                        | Claudio Cecchetto con Eleonora Vallone e Nilla Pizzi | Gianni Ravera                   | 3    | Teatro Ariston di Sanremo | N.D.                |
| 32º    | 1982 | Riccardo Fogli                                 | Storie di tutti i giorni         | Claudio Cecchetto con Patrizia Rossetti | Gianni Ravera                   | 3    | Teatro Ariston di Sanremo | N.D.                |
| 33º    | 1983 | Tiziana Rivale                                 | Sarà quel che sarà               | Andrea Giordana con Isabel Russinova, Anna Pettinelli ed Emanuela Falcetti | Gianni Ravera                   | 3    | Teatro Ariston di Sanremo | N.D.                |
| 34º    | 1984 | Al Bano e Romina Power                         | Ci sarà                          | Pippo Baudo con Edy Angelillo, Elisabetta Gardini, Iris Peynado e Tiziana Pini e com Isabella Rocchetta e Viola Simoncioni                                                     | Gianni Ravera                   | 3    | Teatro Ariston di Sanremo | N.D.                |
| 35º    | 1985 | Ricchi e Poveri                                | Se m'innamoro                    | Pippo Baudo com Patty Brard | Gianni Ravera                   | 3    | Teatro Ariston di Sanremo | N.D.                |
| 36º    | 1986 | Eros Ramazzotti                                | Adesso tu                        | Loretta Goggi com Anna Pettinelli, Sergio Mancinelli e Mauro Micheloni | Gianni Ravera                   | 3    | Teatro Ariston di Sanremo | N.D.                |
| 37º    | 1987 | Gianni Morandi, Umberto Tozzi e Enrico Ruggeri | Si può dare di più               | Pippo Baudo | Gianni Ravera                   | 4    | Teatro Ariston di Sanremo | 15.950.000 (68,71%) |
| 38º    | 1988 | Massimo Ranieri                                | Perdere l'amore                  | Miguel Bosé e Gabriella Carlucci | Gianni Ravera                   | 4    | Teatro Ariston di Sanremo | 14.400.000 (63,35%) |
| 39º    | 1989 | Anna Oxa e Fausto Leali                        | Ti lascerò                       | Rosita Celentano, Paola Dominguin, Danny Quinn e Gianmarco Tognazzi | Adriano Aragozzini              | 5    | Teatro Ariston di Sanremo | 15.000.000 (66,13%) |
| 40º    | 1990 | Pooh                                           | Uomini soli                      | Johnny Dorelli e Gabriella Carlucci | Adriano Aragozzini              | 4    | Palafiori di Sanremo      | 14.316.000 (63,88%) |
| 41º    | 1991 | Riccardo Cocciante                             | Se stiamo insieme                | Andrea Occhipinti ed Edwige Fenech | Adriano Aragozzini              | 4    | Teatro Ariston di Sanremo | 12.141.000 (52,29%) |
| 42º    | 1992 | Luca Barbarossa                                | Portami a ballare                | Pippo Baudo con Alba Parietti, Brigitte Nielsen e Milly Carlucci | Adriano Aragozzini              | 4    | Teatro Ariston di Sanremo | 15.327.250 (60,32%) |
| 43º    | 1993 | Enrico Ruggeri                                 | Mistero                          | Pippo Baudo e Lorella Cuccarini | Adriano Aragozzini              | 4    | Teatro Ariston di Sanremo | 14.986.750 (56,12%) |
| 44º    | 1994 | Aleandro Baldi                                 | Passerà                          | Pippo Baudo con Anna Oxa e Cannelle | Pippo Baudo                     | 4    | Teatro Ariston di Sanremo | 12.625.000 (53,63%) |
| 45º    | 1995 | Giorgia                                        | Come saprei                      | Pippo Baudo con Anna Falchi e Claudia Koll | Pippo Baudo                     | 5    | Teatro Ariston di Sanremo | 16.845.000 (66,42%) |
| 46º    | 1996 | Ron e Tosca                                    | Vorrei incontrarti fra cent'anni | Pippo Baudo con Sabrina Ferilli e Valeria Mazza | Pippo Baudo                     | 5    | Teatro Ariston di Sanremo | 13.800.000 (57,00%) |
| 47º    | 1997 | Jalisse                                        | Fiumi di parole                  | Mike Bongiorno con Piero Chiambretti e Valeria Marini | Mario Maffucci                  | 5    | Teatro Ariston di Sanremo | 13.937.000 (58,11%) |
| 48º    | 1998 | Annalisa Minetti                               | Senza te o con te                | Raimondo Vianello con Eva Herzigová e Veronica Pivetti | Mario Maffucci                  | 5    | Teatro Ariston di Sanremo | 13.694.000 (52,62%) |
| 49º    | 1999 | Anna Oxa                                       | Senza pietà                      | Fabio Fazio con Laetitia Casta e Renato Dulbecco | Mario Maffucci                  | 5    | Teatro Ariston di Sanremo | 14.548.000 (56,02%) |
| 50º    | 2000 | Piccola Orchestra Avion Travel                 | Sentimento                       | Fabio Fazio con Ines Sastre, Luciano Pavarotti e Teo Teocoli | Mario Maffucci                  | 5    | Teatro Ariston di Sanremo | 12.920.000 (54,93%) |
| 51º    | 2001 | Elisa                                          | Luce (Tramonti a nord est)       | Raffaella Carrà con Megan Gale, Massimo Ceccherini ed Enrico Papi | Mario Maffucci                  | 5    | Teatro Ariston di Sanremo | 10.989.000 (47,42%) |
| 52º    | 2002 | Matia Bazar                                    | Messaggio d'amore                | Pippo Baudo con Manuela Arcuri e Vittoria Belvedere | Pippo Baudo                     | 5    | Teatro Ariston di Sanremo | 11.479.000 (54,02%) |
| 53º    | 2003 | Alexia                                         | Per dire di no                   | Pippo Baudo con Serena Autieri e Claudia Gerini | Pippo Baudo                     | 5    | Teatro Ariston di Sanremo | 8.888.000 (43,44%)  |
| 54º    | 2004 | Marco Masini                                   | L'uomo volante                   | Simona Ventura con Paola Cortellesi, Maurizio Crozza e Gene Gnocchi | Tony Renis                      | 5    | Teatro Ariston di Sanremo | 8.947.000 (38,98%)  |
| 55º    | 2005 | Francesco Renga                                | Angelo                           | Paolo Bonolis con Antonella Clerici e Federica Felini | Paolo Bonolis                   | 5    | Teatro Ariston di Sanremo | 11.366.000 (52,79%) |
| 56º    | 2006 | Povia                                          | Vorrei avere il becco            | Giorgio Panariello con Ilary Blasi e Victoria Cabello | Giorgio Panariello              | 5    | Teatro Ariston di Sanremo | 8.380.000 (40,17%)  |
| 57º    | 2007 | Simone Cristicchi                              | Ti regalerò una rosa             | Pippo Baudo e Michelle Hunziker | Pippo Baudo                     | 5    | Teatro Ariston di Sanremo | 9.731.000 (48,07%)  |
| 58º    | 2008 | Giò Di Tonno e Lola Ponce                      | Colpo di fulmine                 | Pippo Baudo e Piero Chiambretti con Bianca Guaccero ed Andrea Osvárt | Pippo Baudo                     | 5    | Teatro Ariston di Sanremo | 6.812.000 (36,56%)  |
| 59º    | 2009 | Marco Carta                                    | La forza mia                     | Paolo Bonolis con Luca Laurenti e con Maria De Filippi, Paul Sculfor, Alessia Piovan, Nir Lavi, Eleonora Abbagnato, Thyago Alves, Gabriella Pession, David Gandy ed Ivan Olita | Paolo Bonolis e Gianmarco Mazzi | 5    | Teatro Ariston di Sanremo | 10.335.000 (47,89%) |
| 60º    | 2010 | Valerio Scanu                                  | Per tutte le volte che...        | Antonella Clerici | Gianmarco Mazzi                 | 5    | Teatro Ariston di Sanremo | 10.924.400 (47,82%) |
| 61º    | 2011 | Roberto Vecchioni                              | Chiamami ancora amore            | Gianni Morandi con Belén Rodríguez, Elisabetta Canalis, Luca Bizzarri e Paolo Kessisoglu                                                                                       | Gianmarco Mazzi                 | 5    | Teatro Ariston di Sanremo | 11.450.600 (47,78%) |
| 62º    | 2012 | Emma Marrone                                   | Non è l'inferno                  | Gianni Morandi con Rocco Papaleo ed Ivana Mrázová | Gianmarco Mazzi                 | 5    | Teatro Ariston di Sanremo | 11.135.500 (47,29%) |
| 63º    | 2013 | Marco Mengoni                                  | L'essenziale                     | Fabio Fazio e Luciana Littizzetto | Fabio Fazio                     | 5    | Teatro Ariston di Sanremo | 11.936.600 (47,49%) |
| 64º    | 2014 | Arisa                                          | Controvento                      | Fabio Fazio e Luciana Littizzetto | Fabio Fazio                     | 5    | Teatro Ariston di Sanremo | 8.772.000 (39,26%)  |
| 65º    | 2015 | Il Volo                                        | Grande amore                     | Carlo Conti com Arisa, Emma e Rocío Muñoz Morales | Carlo Conti                     | 5    | Teatro Ariston di Sanremo | 10.829.000 (48,64%) |
| 66º    | 2016 | Stadio                                         | Un giorno mi dirai               | Carlo Conti con Gabriel Garko, Virginia Raffaele e Mădălina Diana Ghenea | Carlo Conti                     | 5    | Teatro Ariston di Sanremo | 10.746.429 (49,58%) |
| 67º    | 2017 | Francesco Gabbani                              | Occidentali's Karma              | Carlo Conti e Maria De Filippi |                                 | 5    | Teatro Ariston di Sanremo | 10.848.239 (50,07%) |
| 68º    | 2018 | Ermal Meta e Fabrizio Moro                     | Non mi avete fatto niente        | Claudio Baglioni, Michelle Hunziker e Pierfrancesco Favino | Claudio Baglioni                | 5    | Teatro Ariston di Sanremo | 10 869 000 (52,16%) |
| 69º    | 2019 | Mahmood                                        | Soldi                            | Claudio Baglioni, Virginia Raffaele e Claudio Bisio | Claudio Baglioni                | 5    | Teatro Ariston di Sanremo |                     |
| 70º    | 2020 | Diodato                                        | Fai rumore                       | Amadeus e Rosario Fiorello |                                 |      |                           |                     |
| 71º    | 2021 | Maneskin                                       | Zitti e buoni                    | |                                 |      |                           |                     |
| 72º    | 2022 | Mahmood e Blanco                               | Brividi                          | |                                 |      |                           |                     |
| 73º    | 2023 | Marco Mengoni                                  | Due vite                         | |                                 |      |                           |                     |
| 74º    | 2024 | Angelina Mango                                 | La noia                          | |                                 |      |                           |                     |

## Vencedores

### 1951
Realizado de 29 a 31 de janeiro de 1951, transmitido pelo rádio.
- Primeiro lugar: Grazie dei Fiori, com Nilla Pizzi
- Segundo lugar: La Luna si Veste d'Argento, com Nilla Pizzi e Achille Togliani
- Terceiro lugar: Serenata a Nessuno, com Achille Togliani

Este primeiro festival não obteve um grande sucesso e até mostrou um certo desinteresse pela música por parte dos italianos, muitos acreditam que isso foi devido aos efeitos da guerra.

### 1952
- Primeiro lugar: Vola Colomba, com Nilla Pizzi
- Segundo lugar: Papaveri e Papere, com Nilla Pizzi
- Terceiro lugar: Una Donna Prega, com Nilla Pizzi

Ao contrário do ano anterior, o público do segundo festival já se empolgava mais com os participantes, pedindo até que a vencedora Nilla Pizzi, cantasse a música vencedora do ano anterior.

### 1953
- Primeiro lugar: Viale d'Autunno, com Carla Boni e Flo Sandon's
- Segundo lugar: Campanaro, com Nilla Pizzi e Teddy Reno
- Terceiro lugar: Lasciami Cantare una Canzone, com Teddy Reno e Achille Togliani
- Quarto lugar: Vecchio Scarpone, com Gino Latila, Doppio Quintetto Vocale e Giorgio Consolini

### 1954
- Primeiro lugar: Tutte le Mamme, com Consolini e Latilla
- Segundo lugar: Canzone da Due Soldi, com Achille Togliani e Katina Ranieri
- Terceiro lugar: E la Barca Tornò Sola, com Gino Latilla, Duo Fasano e Franco Ricci

### 1955
Ano do surgimento da televisão na Itália, com isso as câmeras da RAI passaram a transmitir direto do cassino o festival que nesse ano começou em 27 de janeiro. Neste ano surge o cantor Claudio Villa, cantor popular com voz de tenor.
- Primeiro lugar: Buongiorno Tristezza, com Claudio Villa e Tullio Pane
- Segundo lugar: Il Torrente, com Claudio Villa e Tullio Pane
- Terceiro lugar: Canto Nella Valle, com Nuccia Bongivanni, Bruno Pallesi, Natalino Otto, Radio Boys e Trio Aurora

### 1956
Neste ano a RAI organiza um concurso para revelar novos talentos, outro fato importante é ausência de cantores famosos. Pela primeira vez o festival é realizado no mês de março.
- Primeiro lugar: Aprite le Finestre, com Franca Raimondi
- Segundo lugar: Amami se Vuoi, com Tomina Torrielli
- Terceiro lugar: La Vita è un Paradiso di Bugie, com Luciana Gonzales

### 1957
- Primeiro lugar: Corde Della Mia Chitarra, com Claudio Villa e Nunzio Gallo
- Segundo lugar: Usignolo, com Claudio Villa e Giorgio Consolini
- Terceiro lugar: Scusami, com Gino Latilla e Tonina Torrielli

### 1958
- Primeiro lugar: Nel Blu Dipinto di Blu, com Domenico Modugno e Johnny Dorelli
- Segundo lugar: L'Edera, com Nilla Pizzi e Tonina Torrielli
- Terceiro lugar: Amare un'Altra, com Nilla Pizzi e Gino Latilla

A canção vencedora Nel Blu Dipinto di Blu ficou conhecida como Volare

### 1959
- Primeiro lugar: Piove, com Domenico Modugno e Johnny Dorelli
- Segundo lugar: Io Sono il Vento, com Gino Latilla e Arturo Testa
- Terceiro lugar: Conoscerti, com Teddy Reno e Achille Togliani

A canção Tua com Jula de Palma escandaliza o público mais puritano, por acharem a música sexy demais.

### 1960
- Primeiro lugar: Romântica, com Tony Dallara e Renato Rascel
- Segundo lugar: Libero, com Domenico Modugno e Teddy Reno
- Terceiro lugar: Quando Viene La Sera, com Wilma De Angelis e Joe Sentiere

### 1961
- Primeiro lugar: Al Di Là, com Luciano Tajoli e Betty Curtis
- Segundo lugar: 24.000 Baci, com Adriano Celentano e Little Tony
- Terceiro lugar: Il Mare Nel Cassetto, com Milva e Gino Latilla

### 1962
- Primeiro lugar: Addio Addio, com Claudio Villa e Domenico Modugno
- Segundo lugar: Tango Italiano, com Milva e Sergio Bruni
- Terceiro lugar: Gondoli Gondola, com  Sergio Bruni e Ernesto Bonino

### 1963
- Primeiro lugar: Uno Per Tutte, com Tony Renis e Emilio Pericoli
- Segundo lugar: Amor Non Amour my Love, com Claudio Villa e Eugenia Foligatti
- Terceiro lugar: Giovane Giovane, com Coky Mazzetti e Pino Donaggio

### 1964
Ano em que a cantora Gigliola Cinquetti, até então com dezesseis anos, conquista o público e vence o festival. Com esse grande sucesso, Gigliola vence também o Eurofestival di Copenhagem e, até o ano de 1966, está sempre em primeiro lugar.
- Primeiro lugar: Non Ho l'Eta Per Amarti, com Gigliola Cinquetti e  Patricia Carli
- Segundo lugar: Che me ne importa a me, com Domenico Modugno e Frankie Laine
- Terceiro lugar: Come potrei dimenticarti, com Tony Dallara e Ben E. King

### 1965
- Primeiro lugar: Se Piange, se Ridi, com Bobby Solo e New Christy Minstrels
- Segundo lugar: Abbracciami forte, com Ornella Vanoni e Udo Jürgens
- Terceiro lugar: Amici miei, com Nicola Di Bari e Gene Pitney

### 1966
Pela quarta vez Domenico Modugno vence o Festival e, pela segunda vez, Gigliola Cinquetti.
- Primeiro lugar: Dio, come ti amo, com Gigliola Cinquetti e Domenico Modugno
- Segundo lugar: Nessuno mi può giudicare, com Caterina Caselli e Gene Pitney
- Terceiro lugar: In un fiore, com Wilma Goich e Les Surfs

### 1967
Neste ano, a canção Ciao Amore Ciao, de Luigi Tenco, é apresentada por Tenco e pela cantora Dalida. A canção foi desclassificada, e, na mesma noite, Luigi Tenco é encontrado morto em seu quarto de hotel. O caso é logo definido como suicídio, mas a morte do artista ainda hoje é envolvida em mistério.
- Primeiro lugar: Non Pensare a Me, com Claudio Villa e Iva Zanicchi
- Segundo lugar: Quando Dico Che Ti Amo, com Annarita Spinaci e Les Surfs
- Terceiro lugar: Proposta, com I Gigante e The Bachelors

### 1968
Neste ano venceu o cantor brasileiro Roberto Carlos, com a canção Canzone Per Te, de autoria de Sergio Endrigo. Esta canção deu o título de "Rei de Sanremo" em seu país ao cantor.
- Primeiro lugar: Canzone Per Te, com Roberto Carlos e Sergio Endrigo
- Segundo lugar: Casa Bianca, com Ornella Vanoni e Marisa Sannia
- Terceiro lugar: Canzone, com Adriano Celentano e Milva

### 1969
- Primeiro lugar: Zingara, com Bobby Solo e Iva Zanicchi
- Segundo lugar: Lontano Dagli Occhi, com Sergio Endrigo e Mary Hopkin
- Terceiro lugar: Un Sorriso, com Milva e Don Backy

### 1970
Neste ano o Festival di San Remo entra em uma fase de crise, devido a vendas de produtos discográficos.
- Primeiro lugar: Chi Non Lavora non fa l'Amore, com Adriano Celentano e Claudia Mori
- Segundo lugar: La Prima Cosa Bella, com Ricchi e Poveri e Nicola Di Bari
- Terceiro lugar: L'Arca di Noè, com Sergio Endrigo e Iva Zanicchi

### 1971
- Primeiro lugar: Il Cuore è uno Zingaro, com Nicola Di Bari e Nada
- Segundo lugar: Che Sarà, com Ricchi e Poveri e Jose Feliciano
- Terceiro lugar: 4 Marzo 1943, com Lucio Dalla e Equipe 84

### 1972
- Primeiro lugar: I Giorni dell'Arcobaleno, com Nicola Di Bari
- Segundo lugar: Come le Viole, com Peppino Gagliardi
- Terceiro lugar: Il Re Di Denari, com Nada

### 1973
Ano que será lembrado pela polêmica entre os organizadores e os discográficos. Em protesto, Adriano Celentano boicotou o festival, a sua justificativa foi um tanto quanto estranha, ele estava com gastrite. Primeira edição transmitida a cores.
- Primeiro lugar: Un grande amore e niente più, com Peppino di Capri
- Segundo lugar: Come un ragazzino, com Peppino Gagliardi
- Terceiro lugar: Da troppo tempo, com Milva

### 1974
Neste ano ocorrem algumas mudanças no regulamento, como exemplo, só será premiado o primeiro colocado.
- Primeiro lugar: Ciao, Cara, Come Stai?, com Iva Zanicchi
- Segundo lugar: Questa è la mia vita, com Domenico Modugno
- Terceiro lugar: Occhi rossi, com Orietta Berti

### 1975
Só cantores desconhecidos participam nesse ano.
- Primeiro lugar: Ragazza Del Sud, com Gilda
- Segundo lugar: Ipocrisia, com Angela Luce
- Terceiro lugar: Và Speranza Và, com Rosanna Fratello

### 1976
Neste ano o festival começou a ter mais notoriedade.
- Primeiro lugar: Non lo Faccio Più, com Peppino Di Capri
- Segundo lugar: Come Stai, Con Chi Sei, com Wess e Dori Ghezzi
- Terceiro lugar: Gli Occhi da tua Madre, com Sandro Giacobbe e Volo AZ 504, com Albatros

### 1977
- Primeiro lugar: Bella da Morire, com Homo Sapiens
- Segundo lugar: Tu mi Rubi L'Anima, com Collage
- Terceiro lugar: Monica, com I Santo California

### 1978
Outro ano em que os participantes eram compostos quase que somente de desconhecidos do grande público.
- Primeiro lugar: E Dirsi Ciao, com Matia Bazar e Piero Cassano
- Segundo lugar: Un'Emozione da Poco, com Anna Oxa
- Terceiro lugar: Gianna, com Rino Gaetano

### 1979
Nesta edição do festival ocorre uma grande ascensão, com muitas ideias novas.
- Primeiro lugar: Amare, com Mino Vergnaghi
- Segundo lugar: Barbara, com Enzo Carella
- Terceiro lugar: Quell'Attimo in Più, com I Camaleonti

### 1980
Neste ano, um dos apresentadores foi Roberto Benigni, que apareceu ao grande público pela primeira vez.
- Primeiro lugar: Solo Noi, com Toto Cutugno
- Segundo lugar: Ti Voglio Bene, com Enzo Malepasso
- Terceiro lugar: Su di Noi, com Enzo Ghinazzi (Pupo)

### 1981
- Primeiro lugar: Per Elisa, com Alice e Carla Bissi
- Segundo lugar: Maledetta Primavera, com Loretta Goggi
- Terceiro lugar: Tu Cosa Fai Stasera?, com Dario Baldan Bembo

### 1982
Ano em que nasceu o prêmio da crítica, dado pelos jornalistas presentes no festival.

### Prêmio Principal
- Primeiro lugar: Storie di Tutti I Giorni, com Riccardo Fogli
- Segundo lugar: Felicità, com Al Bano Carrisi e Romina Power
- Terceiro lugar: Soli, com Drupi

### Prêmio da Crítica
- E non finisce mica il cielo, com Mia Martini

### Prêmio Principal
- Primeiro lugar: Sarà Quel Che Sarà, com Tiziana Rivale
- Segundo lugar: Volevo Dirti, com Donatella Milani
- Terceiro lugar: Margherita Non Lo Sà, com Dori Ghezzi

### Prêmio da Crítica
- Vacanze romane, com Matia Bazar

### 1984
Ano em que aparece uma nova estrela: Eros Ramazzotti que vence o festival com a canção Terra Promessa na categoria jovem.

### Prêmio Principal
- Primeiro lugar: Ci Sarà, com Al Bano e Romina Power
- Segundo lugar: Serenata, com Toto Cutugno
- Terceiro lugar: Cara, com Christian

### Prêmio Jovem
- Primeiro lugar: Terra Promessa, com Eros Ramazzotti
- Segundo lugar: Solo con l'anima, com Marco Armani
- Terceiro lugar: Aspettami ogni sera, com Flavia Fortunato

### Prêmio da Crítica (Principal)
- Per una bambola, com Patty Pravo

### Prêmio da Crítica (Jovem)
- Sezione Giovani: La fenice, com Santandrea

### 1985
Ano do surgimento do cantor mexicano, aqui com quinze anos, Luis Miguel. Também nesse ano o cantor Eros Ramazzotti canta Una Storia Importante, grande sucesso pessoal.

### Prêmio Principal
- Primeiro lugar: Se m'Innamoro, com Ricchi e Poveri
- Segundo lugar: Noi Ragazzi di Oggi, com Luis Miguel
- Terceiro lugar: Chiamalo Amore, com Gigliola Cinquetti

### Prêmio Jovem
- Primeiro lugar: Niente di più, com Cinzia Corrado
- Segundo lugar: Me ne andrò, com Miani
- Terceiro lugar: Innamoratevi con me, com Lena Biolcati

### Prêmio da Crítica (Principal)
- Souvenir, com Matia Bazar

### Prêmio da Crítica (Jovem)
- Bella più di me, com Cristiano De André
- Il viaggio, com Mango

### 1986
Com apenas três participações Eros Ramazzotti vence o Festival na categoria principal.

### Prêmio Principal
- Primeiro lugar: Adesso Tu, com Eros Ramazzotti
- Segundo lugar: Il Clarinetto, com Renzo Arbore
- Terceiro lugar: Senza un Briciolo di Testa, com Marcella

### Prêmio Jovem
- Primeiro lugar: Grande grande amore, com Lena Biolcati
- Segundo lugar: La nave va, com Aleandro Baldi
- Terceiro lugar: E le rondini sfioravano il grano, com Giampiero Artegiani

### Prêmio da Crítica (Principal)
- Rien ne va plus, com Enrico Ruggeri

### Prêmio da Crítica (Jovem)
- Primo tango, com Paola Turci

### 1987
Ano da morte de Claudio Villa, com 61 anos, no dia 7 de fevereiro, durante a parte final do festival, vítima de complicações cardíacas.

### Prêmio Principal
- Primeiro lugar: Si Può Dare di Più, com Gianni Morandi, Enrico Ruggeri e Umberto Tozzi
- Segundo lugar: Figli, com Toto Cutugno
- Terceiro lugar: Nostalgia Canaglia, com Al Bano e Romina Power

### Prêmio Jovem
- Primeiro lugar: La notte dei pensieri, com Michele Zarrillo
- Segundo lugar: Straniero, com Miki
- Terceiro lugar: Briciole di pane, com Future

### Prêmio da Crítica (Principal)
- Quello che le donne non dicono, com Fiorella Mannoia

### Prêmio da Crítica (Jovem)
- Primo tango, com Paola Turci

### Prêmio Principal
- Primeiro lugar: Perdere l'Amore, com Massimo Ranieri
- Segundo lugar: Emozioni, com Toto Cutugno
- Terceiro lugar: L'Amore Rubato, com Luca Barbarossa

### Prêmio Jovem
- Primeiro lugar: Canta con noi, com Future
- Segundo lugar: Una carezza d’aiuto, com Stefano Palatresi
- Terceiro lugar: Per noi giovani, com Lijao

### Prêmio da Crítica (Principal)
- Le notti di maggio, com Fiorella Mannoia

### Prêmio da Crítica (Jovem)
- Sarò bellissima, com Paola Turci

### Prêmio Principal
- Primeiro lugar: Ti Lascerò, com Anna Oxa e Fausto Leali
- Segundo lugar: Le Mamme, com Toto Cutugno
- Terceiro lugar: Cara Terra Mia, com Al Bano e Romina Power

### Prêmio Jovem
- Primeiro lugar: Canzoni, com Mietta
- Segundo lugar: Io e il cielo, com Jo Chiarello
- Terceiro lugar: E quel giorno non mi perderai più, com Franco Fasano

### Prêmio Emergente
- Primeiro lugar: Bambini, com Paola Turci
- Segundo lugar: Sei tu, com Stefano Borgia
- Terceiro lugar: E sia così, com Aleandro Baldi

### Prêmio da Crítica (Principal)
- Almeno tu nell'universo, com Mia Martini

### Prêmio da Crítica (Jovem)
- Canzoni, com Mietta

### Prêmio da Crítica (Emergente)
- Bambini, com Paola Turci

### Prêmio Principal
- Primeiro lugar: Uomini Soli/Angel Of The Night, com Pooh e Dee Dee Bridgewater
- Segundo lugar: Gli Amori/Good Love Gone Bad, com Toto Cutugno e Ray Charles
- Terceiro lugar: Vattene Amore/All For The Love, com Amedeo Minghi, Mietta e Nikka Costa

### Prêmio Jovem
- Primeiro lugar: Disperato, com Marco Masini
- Segundo lugar: Vieni a stare qui, com Franco Fasano
- Terceiro lugar: Secondo te, com Gianluca Guidi

### Prêmio da Crítica (Principal)
- La nevicata del '56, com Mia Martini e Manuel Mijares

### Prêmio Principal
- Primeiro lugar: Se Stiamo Insieme/I'm Missing You, com Riccardo Cocciante e Sarah Jane Morris
- Segundo lugar: Spalle al Muro(Vecchio)/Still Life, com Renato Zero e Grace Jones
- Terceiro lugar: Perché lo Fai/Just Tell Me Why, com Marco Masini e Dee Dee Bridgewater

### Prêmio Jovem
- Primeiro lugar: Le persone inutili, com Paolo Vallesi
- Segundo lugar: La donna di Ibsen, com Irene Fargo
- Terceiro lugar: É soltanto una canzone, com Rita Forte

### Prêmio da Crítica (Principal)
- La fotografia, com Enzo Jannacci e Ute Lemper

### Prêmio da Crítica (Jovem)
- L'uomo che ride, com Timoria

### Prêmio Principal
- Primeiro lugar: Portami a Ballare, com Luca Barbarossa
- Segundo lugar: Gli Uomini non Cambiano, com Mia Martini
- Terceiro lugar: La Forza Della Vitta, com Paolo Vallesi

### Prêmio Jovem
- Primeiro lugar: Non amarmi, com Aleandro Baldi e Francesca Alotta
- Segundo lugar: Come una Turandot, com Irene Fargo
- Terceiro lugar: Con un amico vicino, com Alessandro Bono e Andrea Mingardi

### Prêmio da Crítica (Principal)
- Pè dispietto, com Nuova Compagnia di Canto Popolare

### Prêmio da Crítica (Jovem)
- Zitti zitti, il silenzio è d'oro, com Aeroplanitaliani

### 1993
Neste ano surge Laura Pausini na música italiana com a canção La Solitudine e vence na categoria jovem. Nek fica em terceiro.

### Prêmio Principal
- Primeiro lugar: Mistero, com Enrico Ruggeri
- Segundo lugar: Dietro la Porta, com Cristiano De André
- Terceiro lugar: Gli Amori Diversi, com Grazia Di Michele e Rosana Casale'

### Prêmio Jovem
- Primeiro lugar: La solitudine, com Laura Pausini
- Segundo lugar: Non ho più la mia città, com Gerardina Trovati
- Terceiro lugar: In te (Il figlio che non vuoi), com Nek

### Prêmio da Crítica (Principal)
- Dietro la porta, com Cristiano De André

### Prêmio da Crítica (Jovem)
- A piedi nudi, com Angela Baraldi

### 1994
Neste ano surgiu Andrea Bocelli, com a canção Il mare calmo della sera, vencendo na categoria jovem. Laura Pausini, que vencera no ano anterior fica em terceiro lugar.

### Prêmio Principal
- Primeiro lugar: Passerà, com Aleandro Baldi
- Segundo lugar: Signor Tenente, com Giorgio Faletti
- Terceiro lugar: Strani Amori, com Laura Pausini

### Prêmio Jovem
- Primeiro lugar: Il mare calmo della sera, com Andrea Bocelli
- Segundo lugar: Ricordi del cuore (Anime sole), com Antonella Arancio
- Terceiro lugar: Quelli come noi, com Danilo Amerio

### Prêmio da Crítica (Principal)
- Signor tenente, com Giorgio Faletti

### Prêmio da Crítica (Jovem)
- I giardini d'Alhambra, com Baraonna

### 1995
Neste ano Giorgia vence o festival na categoria principal com a canção Come Saprei. A cantora conquista o prêmio da Crítica por sua interpretação, se tornando o primeiro concorrente a conquistar as duas premiações.

### Prêmio Principal
- Primeiro lugar: Come Saprei, com Giorgia Todrani
- Segundo lugar: In Amore, com Gianni Morandi e Barbara Cola
- Terceiro lugar: Gente Come Noi, com Ivana Spagna

### Prêmio Jovem
- Primeiro lugar: Le ragazze, com Neri per Caso
- Segundo lugar: Che sarà di me, com Massimo Di Cataldo
- Terceiro lugar: Lo specchio dei pensieri, com Gigi Finizio

### Prêmio da Crítica (Principal)
- Come saprei, com Giorgia Todrani

### Prêmio da Crítica (Jovem)
- Le voci di dentro, com Gloria

### Prêmio Principal
- Primeiro lugar: Vorrei incontrarti fra cent'anni, com Ron e Tosca
- Segundo lugar: La terra dei cachi, com Elio e Le Storie Tese
- Terceiro lugar: Strano il mio destino, com Giorgia Todrani

### Prêmio Jovem
- Primeiro lugar: Non ci sto, com Syria
- Segundo lugar: Sarò bellissima, com Adriana Ruocco
- Terceiro lugar: Al di là di questi anni, com Marina Rei

### Prêmio da Crítica (Principal)
- La terra dei cachi, com Elio e le Storie Tese'

### Prêmio da Crítica (Jovem)
- Al di là di questi anni, com Marina Rei

### Prêmio Principal
- Primeiro lugar: Fiumi di parole, com Jalisse e Alessandra Drusian
- Segundo lugar: Storie, com Anna Oxa
- Terceiro lugar: Sei tu, com Syria

### Prêmio Jovem
- Primeiro lugar: Amici come prima, com Paola e Chiara
- Segundo lugar: Cambiare, com Alex Baroni
- Terceiro lugar: Capelli, com Niccolò Fabi

### Prêmio da Crítica (Principal)
- E dimmi che non vuoi morire, com Patty Pravo

### Prêmio da Crítica (Jovem)
- Capelli, com Niccolò Fabi

### Prêmio Principal
- Primeiro lugar: Senza te o con te, com Annalisa Minetti
- Segundo lugar: Amore lontanissimo, com Antonella Ruggiero
- Terceiro lugar: Sempre, com Lisa

### Prêmio Jovem
- Primeiro lugar: Senza te o con te, com Annalisa Minetti
- Segundo lugar: Sempre, com Lisa
- Terceiro lugar: Un po' di te, com Luca Sepe

### Prêmio da Crítica (Principal)
- Dormi e sogna, com Piccola Orchestra Avion Travel

### Prêmio da Crítica (Jovem)
- Senza confini, com Eramo & Passavanti

### 1999
Mesmo com quase cinquenta anos de existência, o festival continua a ter uma evidência muito grande na Itália e fora dela.

### Prêmio Principal
- Primeiro lugar: Senza pietà, com Anna Oxa
- Segundo lugar: Non ti dimentico, com Antonella Ruggiero
- Terceiro lugar: Cosi è la vita, com Mariella Nava

### Prêmio Jovem
- Primeiro lugar: Oggi sono io, com Alex Britti
- Segundo lugar: Un giorno in più, com Filippa Giordano
- Terceiro lugar: Un fiume in piena, com Leda Battisti

### Prêmio da Crítica (Principal)
- Aria, com Daniele Silvestri

### Prêmio da Crítica (Jovem)
- Rospo, com Quintorigo

### Prêmio Principal
- Primeiro lugar: Sentimento, com Piccola Orchestra Avion Travel
- Segundo lugar: La tua ragazza sempre, com Irene Grandi, Vasco Rossi e Gaetano Curreri
- Terceiro lugar: Innamorato, com Gianni Morandi

### Prêmio Jovem
- Primeiro lugar: Semplice sai, com Jenny B, Frank Minoia e Giovanna Bersola
- Segundo lugar: Strade, com Tiromancino, Riccardo Sinigallia e Federico Zampaglione
- Terceiro lugar: Cronaca, com Luna e Claudio Mattone

### Prêmio da Crítica (Principal)
- Replay, com Samuele Bersani

### Prêmio da Crítica (Jovem)
- Noel, com Lythium
- Semplice sai, com Jenny B

### 2001
Participação especial do cantor Ricky Martin.

### Prêmio Principal
- Primeiro lugar: Luce (tramonti a nord est), com Elisa Toffoli e Adelmo Fornaciari
- Segundo lugar: Di Sole e d'azzurro, com Giorgia Trodani, Adelmo Fornaciari, Mino Vergnaghi e Matteo Saggese
- Terceiro lugar: Questa nostra grande storia d'amore, com Matia Bazar, Giancarlo Golzi e Piero Cassano

### Prêmio Jovem
- Primeiro lugar: Stai con me (Forever), com Gazosa, Stefano Borzi, E. Caterini e Sandro Nasuti
- Segundo lugar: Maggie, com Moses, M. Di Franco, Sergio Moschetto, A. Zuppini
- Terceiro lugar: Turuturu, com Francesco Boccia e Giada Caliendo

### Prêmio da Crítica (Principal)
- Luce (Tramonti a nord est), com Elisa

### Prêmio da Crítica (Jovem)
- Raccontami..., com Francesco Renga
- Il signor domani, com Roberto Angelini

### 2002
Neste ano o festival foi realizado de 5 a 9 de março no tradicional Teatro Ariston na cidade de San Remo. Este festival contou com as participações especiais do cineasta Roberto Benigni, da cantora colombiana Shakira, da banda irlandesa The Corrs e da cantora estadunidense Britney Spears.

### Prêmio Principal
- Primeiro lugar: Messaggio d'Amore, com Matia Bazar, Giancarlo Golzi e Piero Cassano
- Segundo lugar: Dimmi Come, com Alexia e Massimo Marcolini
- Terceiro lugar: Un Altro Amore, com Gino Paoli

### Prêmio Jovem
- Primeiro lugar: Doppiamente Fragili, com Anna Tatangelo, Marco Del Freo e David Marchetti
- Segundo lugar: Il Passo Silenzioso Della Neve, com Valentina Giovagnini, Vincenzo Incenzo e Davide Pinelli
- Terceiro lugar: Se Poi Mi Chiami, com Simone Patrizi e Francesco Fiumara

### Prêmio da Crítica (Principal)
- Salirò, com Daniele Silvestri

### Prêmio da Crítica (Jovem)
- La marcia dei santi, com Archinuè

### 2003
Foi realizado de 3 a 8 de março, no famoso Teatro Ariston, em San Remo, região da Liguria.

### Prêmio Principal
- Primeiro lugar: Per Dire Di No, com Alexia Aquilani e Alberto Salerno
- Segundo lugar: 7000 Milla Caffè, com Alex Britti
- Terceiro lugar: Tutto Quello Che Un Uomo, com Sergio Cammariere e Roberto Kunstler

### Prêmio Jovem
- Primeiro lugar: Siamo Tutti Là Fuori, com Dolcenera (Emanuela Trane)
- Segundo lugar: Um Piccolo Amore, com Alina, Antonello De Sanctis, A. Bettini, M. Telli e Alberto Cheli
- Terceiro lugar: Lei Che, com Andrea Zurawski, Vince Tempera e M. Martellini

### Prêmio da Crítica (Principal)
- Tutto quello che un uomo, com Sergio Cammariere

### Prêmio da Crítica (Jovem)
- Lividi e fiori, com Patrizia Laquidara

### 2004
O festival ocorreu entre os dias 2 e 6 de março de 2004.

### Prêmio Principal
- Primeiro lugar: L'Uomo Volante, com Marco Masini, Giuseppe Dati e Goffredo Orlandi
- Segundo lugar: Sei La Vita Mia, com Mario Rosini, L. Patruno, L. Rana, G. Giorgilli, A. Leone e C. Noto
- Terceiro lugar: Aria Sole Terra e Mare, com Linda Valori, L. Bruti, M. Di Paolo e D. De Santis

### Prêmio da Crítica
- Crudele, com Mario Venuti

### 2005
O festival aconteceu de 1 a 5 de março, no famoso Teatro Ariston.

### Prêmio Principal Masculino
- Primeiro lugar: Angelo, com Francesco Renga e Maurizio Zappatini
- Segundo lugar: L'amore che non c'è, com Gigi D’Alessio e Vincenzo D'Agostino
- Terceiro lugar: Nel mondo dei sogni, com Marco Masini, Giuseppe Datti e Goffredo Orlandi

### Prêmio Principal Feminino
- Primeiro lugar: Echi d’infinito, com Antonella Ruggiero, Mario Venuti e Kaballà
- Segundo lugar: Da Grande, com Alexia Aquilani, Maurizio Fabrizio, Giuseppe Cominotti e Giuseppe Fulcheri
- Terceiro lugar: Ragazza di periferia, com Anna Tatangelo, Vincenzo D'Agostino e Gigi D'Alessio

### Prêmio Principal Clássicos
- Primeiro lugar: Come noi nessuno al mondo, com "Toto" Salvatore Cutugno e Annalisa Minetti
- Segundo lugar: La Panchina, com Peppino Di Capri, Depsa, Giuseppe Faiella e Piccinelli
- Terceiro lugar: Uomo Bastardo, com Marcella Bella, Stefano Pieroni e Gianni Bella

### Prêmio Principal Grupos
- Primeiro lugar: Che Mistero è l'amore, com Nicky Nicolai & Stefano Di Battista Jazz Quartet, Giancarlo Lucariello, Pino Marino e Maurizio Fabrizio
- Segundo lugar: Grido D'Amore, com Matia Bazar, Giancarlo Golzi e Piero Cassano
- Terceiro lugar: Ovunque andrò, com Le Vibrazioni e Francesco Saracina

### Prêmio Jovem
- Primeiro lugar: Non credo nei miracoli, com Laura Bono e Mario Natale
- Segundo lugar: Che farò, com La Differenza, Fabio Falcone, Giuseppe Martinelli e Raffaele Zaccagna
- Terceiro lugar: L'immaginario, com Verônica Ventavoli, Diego Calvetti e Marco Ciappelli

### Prêmio da Crítica (Principal)
- Colpevole, com Nicola Arigliano

### Prêmio da Crítica (Jovem)
- Non credo nei miracoli, com Laura Bono

### 2006
O festival ocorreu de 27 de fevereiro a 4 de março, no Teatro Ariston

### Prêmio Principal Masculino
- Primeiro lugar: Vorrei avere il becco (Giuseppe Povia), interpretado por Povia
- Segundo lugar: L'alfabeto degli amanti (Vincenzo Incenzo e Michele Zarrillo), interpretado por Michele Zarrillo
- Terceiro lugar: Solo con te (Alessandro Britti), interpretado por Alex Britti

### Prêmio Principal Feminino
- Primeiro lugar: Essere una donna (Mogol e Gigi D'Alessio), interpretado por Anna Tatangelo
- Segundo lugar: Com'è straordinaria la vita (Emanuela Trane, Lorenzo Imerico e Roberto Pacco), interpretado por Dolcenera
- Terceiro lugar: Lei ha la notte (Tiziana Blu, Nicky Nicolai, Marco Rinalduzzi e Marco D'Angelo),interpretado por Nicky Nicolai

### Prêmio Principal Grupos
- Primeiro lugar: Dove si va (Cristian Cattini, Danilo Sacco, Massimo Vecchi e Giuseppe Carletti), interpretado por Nomadi
- Segundo lugar: Svegliarsi la mattina (Thomas De Gasperi, Matteo Maffucci, Danilo Pao e Enrico Sognato), interpretado por Zero Assoluto
- Terceiro lugar: Musica e speranza (Luigi D'Alessio e Mogol), interpretado por Gigi Finizio e Ragazzi di Scampia

### Prêmio Jovem
- Primeiro lugar: Sole negli occhi (Riccardo Maffoni), interpretado por Riccardo Maffoni
- Segundo lugar: Che bella gente (Simone Cristicchi e Simona Cipollone), intepretado por Simone Cristicchi

### Prêmio da Critica
Un discorso in generale de Noa, Carlo Fava e Solis String Quartet

### 2007
O festival ocorreu de 27 de fevereiro a 3 de março, no Teatro Ariston

### Prêmio Principal
- Primeiro lugar: Ti regalerò una rosa (Simone Cristicchi), interpretado por Simone Cristicchi
- Segundo lugar: Nel perdono (Renato Zero, Vincenzo Incenzo, Alterisio Paoletti e Yari Carrisi). interpretado por Al Bano
- Terceiro lugar: Schiavo d'amore (Maurizio Fabrizio e Guido Morra), interpretado por Piero Mazzocchetti

### Prêmio Jovem
- Primeiro lugar: Pensa (Fabrizio Mobrici), interpretado por Fabrizio Moro
- Segundo lugar: Bivio (Stefano Centomo e Max Titi), interpretado por Stefano Centomo
- Terceiro lugar: Malinconiche sere (Giuseppe Di Tella e Bruno Rubino), interpretado por Pquadro

### Prêmio da Critica (Principal)
Ti regalerò una rosa de Simone Cristicchi

### Prêmio da Critica (Jovem)
Pensa de Fabrizio Moro

### 2008
O festival ocorreu de 25 de fevereiro a 1º de março, no Teatro Ariston

### Prêmio Principal
- Primeiro lugar: Colpo di fulmine (Gianna Nannini), interpretado por Giò Di Tonno e Lola Ponce
- Segundo lugar: Il mio amico (Gigi D'Alessio), interpretado por Anna Tatangelo
- Terceiro lugar: Eppure mi hai cambiato la vita (Fabrizio Moro), intepretado por Fabrizio Moro

### Prêmio Jovem
- Primeiro lugar: L'amore (Luca Fainello, Roberto Tini e Diego Fainello), interpretado por Sonohra
- Segundo lugar: Il nostro tempo (Roberto Cardelli, Fabrizio Ferraguzzo, Mattia Del Forno, Francesco Caprara e Emiliano Mangia), interpretado por La Scelta
- Terceiro lugar: Ho bisogno di sentirmi dire ti voglio bene (Stefano Cenci), interpretado por Jacopo Troiani

### Prêmio da Critica (Principal)
Vita tranquilla de Tricarico

### Prêmio da Critica (Jovem)
Para parà ra rara de Frank Head

### 2009
O festival ocorreu de 17 de fevereiro a 21 de fevereiro, no Teatro Ariston

### Prêmio Principal
- Primeiro lugar: La forza mia (Paolo Carta), interpretado por Marco Carta
- Segundo lugar: Luca era gay (Giuseppe Povia), interpretado por Povia
- Terceiro lugar: Non riesco a farti innamorare (Vincenzo D'Agostino, Gigi D'Alessio e Sal Da Vinci). interpretado por Sal Da Vinci

### Prêmio Jovem
Sincerità (Giuseppe Anastasi, Maurizio Filardo e Giuseppe Mangiaracina), interpretado por Arisa

### Prêmio da Critica (Principal)
Il paese è reale de Afterhours

### Prêmio da Critica (Jovem)
Sincerità de Arisa

### 2010
O festival ocorreu de 16 de fevereiro a 20 de fevereiro, no Teatro Ariston

### Prêmio Principal
- Primeiro lugar: Per tutte le volte che... (Pierdavide Carone), intepretado por Valerio Scanu
- Segundo lugar: Italia amore mio(Pupo, Emanuele Filiberto), interpretado por Pupo, Emanuele Filiberto e Luca Canonici
- Terceiro lugar: Credimi ancora (Marco Mengoni, Stella Fabiani, Massimo e Piero Calabrese), interpretado por Marco Mengoni

### Prêmio Jovem
- Primeiro lugar: Il linguaggio della resa de Tony Maiello
- Segundo lugar: Dove non ci sono ore de Jessica Brando
- Terceiro lugar: L'uomo che amava le donne de Nina Zilli

### Prêmio da Critica (Principal)
Ricomincio da qui de Malika Ayane

### Prêmio da Critica (Jovem)
L'uomo che amava le donne de Nina Zilli

### 2011
O festival ocorreu de 15 de fevereiro a 29 de fevereiro, no Teatro Ariston

### Prêmio Principal
- Primeiro lugar: Chiamami ancora amore (Roberto Vecchioni, Claudio Guidetti), interpretado por Roberto Vecchioni
- Segundo lugar: Arriverà (Francesco Silvestre, Enrico Zapparoli, Enrico Palmosi), interpretado por Modà con Emma Marrone
- Terceiro lugar: Amanda è libera (Fabrizio Berlincioni, Albano Carrisi, Alterisio Paoletti), interpretado por Al Bano

### Prêmio Jovem
- Primeiro lugar: Follia d'amore (Raphael Gualazzi), intepretado por Raphael Gualazzi
- Segundo lugar: Fuoco e cenere (A. Santonocito, L. Nigro, F. Muggeo), interpretado por Micaela
- Terceiro lugar: Come pioggia (Roberto Amadè), interpretado por Roberto Amadè

### Prêmio da Crítica (Principal)
Chiamami ancora amore de Roberto Vecchioni

### Prêmio da Crítica (Jovem)
Follia d'amore de Raphael Gualazzi

### 2012
O festival ocorreu de 14 de fevereiro a 18 de fevereiro, no Teatro Ariston

### Prêmio Principal
- Primeiro lugar: Non è l'inferno (Francesco Silvestre, Enrico Palmosi, Luca Sala), interpretado por Emma
- Segundo lugar: La notte (Giuseppe Anastasi), interpretado por Arisa
- Terceiro lugar: Sono solo parole (Frabrizio Moro), interpretado por Noemi

### Prêmio Jovem
- Primeiro lugar: È vero (che ci sei) (Matteo Bassi, Emiliano Bassi), interpretado por Alessandro Casillo
- Segundo lugar Nella vasca dal bagno del tempo (Erica Mou), interpretado por Erica Mou
- Terceiro lugar Incredibile (Vittorio Nacci), interpretado por Iohosemprevoglia

### Prêmio da Crítica (Principal)
Un pallone de Samuele Bersani

### Prêmio da Crítica (Jovem)
Nella vasca dal bagno del tempo de Erica Mou

### 2013
O festival ocorreu de 12 de fevereiro a 16 de fevereiro, no Teatro Ariston

### Prêmio Principal
- Primeiro lugar: L'essenziale (Marco Mengoni, Roberto Casalino, Francesco de Benedittis), interpretado por Marco Mengoni
- Segundo lugar: La canzone monotona (Stefano Belissari, Sergio Conforti, Davide Luca Civaschi, Nicola Fasani), interpretado por Elio e Le Storie Tese
- Terceiro lugar: Se si potesse non morire (F. Silvestre), interpretado por Modà

### Prêmio Jovem
- Primeiro lugar: Mi servirebbe sapere (A. Maggio), interpretado por Antonio Maggio
- Segundo lugar: In equilibrio (I. Porceddu, A. Fontana, C. Ferrari), intepretado por Ilaria Porceddu
- Terceiro lugar: Il postino (amami uomo) (O. Rubino, A. Rodini), intepretado por Renzo Rubino

### Prêmio da Crítica (Principal)
La canzone monotona de Elio e Le Storie Tese

### Prêmio da Crítica (Jovem)
Il postino (amami uomo) de Renzo Rubino

### 2014
O festival ocorreu de 18 de fevereiro a 22 de fevereiro, no Teatro Ariston

### Prêmio Principal
- Primeiro lugar: Controvento (Giuseppe Anastasi), interpretado por Arisa
- Segundo lugar: Liberi o no (Raphael Gualazzi, Bob Cornelius Rifo, Leonardo Beccafichi), interpretado por Raphael Gualazzi & The Bloody Beetroots
- Terceiro lugar: Ora (O. Rubino e A. Rodini), interpretado por Renzo Rubino

### Prêmio Jovem
- Primeiro lugar: Nu juorno buono (R. Pagliarulo, A. Merli, F. Clemente), interpretado por Rocco Hunt
- Segundo lugar: Babilonia (A. Diodato), intepretado por Diodato
- Terceiro lugar: Senza di te (S. Vallarino, A. Balestrieri), intepretado por Zibba

### Prêmio da Crítica (Principal)
Invisibili de Cristiano De André

### Prêmio da Crítica (Jovem)
Senza di te de Zibba

### 2015
O festival ocorreu de 10 de fevereiro a 14 de fevereiro, no Teatro Ariston

### Prêmio Principal
- Primeiro lugar: Grande amore (Francesco Boccia, Ciro Esposito), interpretado por Il Volo
- Segundo lugar: Fatti avanti amore (Filippo Neviani, Luca Chiaravalli, Andrea Bonomo, Gigi Fazio), interpretado por Nek
- Terceiro lugar: Adesso e qui (nostalgico presente) (Malika Ayane, Gino De Crescenzo, Alessandra Flora, Giovanni Caccamo), interpretado por Malika Ayane

### Prêmio Jovem
- Primeiro lugar: Ritornerò da te (G. Caccamo), interpretado por Giovanni Caccamo
- Segundo lugar: Elisa (M. Gabbianelli), intepretado por KuTso

### Prêmio da Crítica (Principal)
Adesso e qui (nostalgico presente) de Malika Ayane

### Prêmio da Crítica (Jovem)
Ritornerò da te de Giovanni Caccamo

### 2016
O festival ocorreu de 9 de fevereiro a 13 de fevereiro, no Teatro Ariston

### Prêmio Principal
- Primeiro lugar: Grande amore (Saverio Grandi, Gaetano Curreri, Luca Chiaravalli), interpretado por Stadio
- Segundo lugar: Fatti avanti amore (Federica Abbate, Francesca Michielin, Cheope, Fabio Gargiulo), interpretado por Francesca Michielin
- Terceiro lugar: Via da qui (Giuliano Sangiorgi), interpretado por Giovanni Caccamo e Deborah Iurato

### Prêmio Jovem
- Primeiro lugar: Amen (F. Ilacqua, F. Gabbani), interpretado por Francesco Gabbani
- Segundo lugar: Introverso (C. Dello Iacovo), intepretado por KuTso
- Terceiro lugar: Odio le favole (E. Meta), intepretado por Ermal Meta
- Quarto lugar: Dimentica (A. Mahmoud, M. Grilli, F. Fugazza), intepretado por Mahmood

### Prêmio da Crítica (Principal)
Cieli immensi de Patty Pravo

### Prêmio da Crítica (Jovem)
Amen de Francesco Gabbani

### 2017
O festival ocorreu de 7 de fevereiro a 11 de fevereiro, no Teatro Ariston

### Prêmio Principal
- Primeiro lugar: Occidentali's Karma (Francesco Gabbani, Filippo Gabbani, Fabio Ilacqua, Luca Chiaravalli), interpretado por Francesco Gabbani
- Segundo lugar: Che sia benedetta (Erika Mineo, Salvatore Mineo), interpretado por Fiorella Mannoia
- Terceiro lugar: Vietato morire (Giuliano Sangiorgi), interpretado por Ermal Meta

### Prêmio Jovem
- Primeiro lugar: Ora mai (R. Esposito, R. Di Benedetto e R. Canale), interpretado por Lele
- Segundo lugar: Canzone per Federica (A. Prestieri), intepretado por Maldestro
- Terceiro lugar: Universo (F. Guasti, M. Musumeci e F. Ciccotti), intepretado por Francesco Guasti
- Quarto lugar: Ciò che resta (M. Lusini e G. Pollex), intepretado por Leonardo Lamacchia

### Prêmio da Crítica (Principal)
Vietato morire de Ermal Meta

### Prêmio da Crítica (Jovem)
Canzone per Federica de Maldestro

### 2018
O festival ocorreu de 6 de fevereiro a 10 de fevereiro, no Teatro Ariston

### Prêmio Principal
- Primeiro lugar: Non mi avete fatto niente (Ermal Meta, Fabrizio Moro, Andrea Febo), interpretado por Ermal Meta e Fabrizio Moro
- Segundo lugar: Una vita in vacanza (Lodovico Guenzi, Alberto Gazzola, Francesco Draicchio, Matteo Romagnoli, Alberto Guidetti, Enrico Roberto), interpretado por Lo Stato Sociale
- Terceiro lugar: Il mondo prima di te (Annalisa Scarrone, Davide Simonetta, Alessandro Raina), interpretado por Annalisa

### Prêmio Jovem
- Primeiro lugar: Il ballo delle incertezze (Niccolò Moriconi), interpretado por Ultimo
- Segundo lugar: Stiamo tutti bene (Mirko Mancini), intepretado por Mirkoeilcane
- Terceiro lugar: Il mago (M. Mudimbi, A. Bonomo, M. Zangirolami, A. Bavo, F. Vaccari e P. Miano), intepretado por Mudimbi
- Quarto lugar: Il congiuntivo (L. Baglioni, M. Baglioni e L. Piscopo), intepretado por Lorenzo Baglioni

### Prêmio da Crítica (Principal)
Almeno pensami de Ron

### Prêmio da Crítica (Jovem)
Stiamo tutti bene de Mirkoeilcane

### 2019
O festival ocorreu de 5 de fevereiro a 9 de fevereiro, no Teatro Ariston

### Prêmio Principal
- Primeiro lugar: Soldi (Mahmood, Dardust, Charlie Charles), intepretado por Mahmood
- Segundo lugar: I tuoi particolari (Niccolò Moriconi), intepretado por Ultimo
- Terceiro lugar: Musica che resta (Gianna Nannini, Emilio Munda, Piero Romitelli, Pasquale Mammaro, Antonello Carozza), intepretado por Il Volo

### Prêmio da Crítica
Argentovivo de Daniele Silvestri

## Os maiores vencedores
- Paola Turci - 5 vezes
- Claudio Villa - 4 vezes
- Domenico Modugno - 4 vezes
- Enrico Ruggeri - 3 vezes
- Marco Masini - 3 vezes
- Mia Martini - 3 vezes
- Annalisa Minetti - 3 vezes